# La Montagne infidèle
La Montagne infidèle és una pel·lícula francesa muda documental en dos parts i de 24 minuts de durada, dirigida per Jean Epstein, estrenada el 1923.

## Sinopsi
Juny 1923: a Sicília, l'Etna entra en erupció. Jean Epstein, el seu operador Paul Guichard i el seu assistent Léon Donnot, s'endinsaren de manera temerària per la muntanya per tal de filmar la devastació provocada per l'erupció.

## Exhibició
- Festival « Toute la mémoire du monde » de la Cinémathèque française 2023[1]

## Producció
Considerada perduda, la pel·lícula va ser restaurada pel Centre de Conservació i Restauració de Filmoteca de Catalunya gràcies a una còpia de la col·lecció privada de 40 films en Pathé Kok de Pere Tresserra, llegada a la Filmoteca de Catalunya el 2021.